# Heterolabus fabricii
Heterolabus fabricii es una especie de coleóptero de la familia Attelabidae.

## Distribución geográfica
Habita en los territorios que antes se llamaban Guinea Francesa y Colombia y Brasil.